# Ramón González de Amezúa
Ramón González de Amezua y Noriega (Madrid, 27 d'octubre de 1921 - 16 de maig del 2015) va ser un organista i constructor d'orgues espanyol, que va ser director de la Reial Acadèmia de Belles Arts de San Fernando des de 1991 fins a desembre de 2008.
Va estudiar als Conservatoris de Madrid i París al mateix temps que va obtenir el doctorat en enginyeria industrial, a l'Escola Tècnica Superior d'Enginyers Industrials de Madrid.
De retorn de França al final de la guerra civil, el 1940 va fundar l'Organería Espanyola, una empresa constructora d'orgues, a la qual l'Església i l'Estat li encarregaren alguns dels més significatius d'Espanya i França, entre els quals destaquen els de la basílica de Lorda i el del Teatre Real de Madrid. Al llarg dels anys, l'empresa va construir més de 400 orgues, la majoria d'ells amb destinació a Europa, Amèrica del Nord i el Japó. També destaca per haver rebut l'encàrrec de restaurar alguns dels orgues més significatius de les catedrals d'Espanya, com l'orgue de la de Toledo.
Com a músic, ha destacat en l'orgue interpretant peces úniques, entre elles Pintures negres, que el compositor Cristóbal Halffter li va dedicar, i el 1995 va estrenar l'obra "Itinerari de l'Èxtasi", de Tomàs Marco.
A partir de juny de 2007 va ser president del Consell d'Administració de Radio_Televisión_Madrid.
Acadèmic de nombre de la Reial Acadèmia de Belles Arts de San Fernando, va ser-ne director des de 1991 fins a desembre de 2008, quan el substituí l'historiador de l'art Antonio Bonet Correa.
Va ser membre de l'Acadèmia Europea de Ciències i Arts des de 1997.
Entre altres distincions va ser:
- Cavaller de l'Orde d'Isabel la Catòlica.
- Encomana amb placa de la d'Alfons X el Savi.
- Medalla d'Or de les Belles arts.
- Gran Ufficiale de l'Orde de la Stella della Solidarietà Italiana.
- Membre dels Patronats Institut Cervantes, Fundació Banc Santander Central Hispano, Universitat Camilo José Cela, Fundació San Millán de la Cogolla i Membre d'Honor de la Fundació Amics del Museu del Prado.